# Marx (Vorname)
Marx ist ein männlicher Vorname.

## Herkunft und Bedeutung
Der Vorname Marx ist durch Verkürzung des Namens Marcus entstanden.

## Namensträger
- Marx Augustin (1643–1685), Wiener Bänkelsänger
- Marx Christoph Besserer von Thalfingen (1678–1738), ein Erster Bürgermeister von Ulm
- Marx Crodelius (siehe Marcus Crodel; um 1487–1549), deutscher Lehrer und Schulleiter
- Marx Dormoy (1888–1941), französischer sozialistischer Politiker
- Marx von Eickstedt (siehe Marcus von Eickstedt; † 1661), herzoglich pommerscher Politiker, Diplomat und Beamter
- Marx Fack (1823–1911), deutscher Gymnasiallehrer und Naturforscher in Schleswig
- Marx Fuchs (siehe Marcus Fuchs; † 1573), Dresdner Ratsherr und Bürgermeister
- Marx Fugger (siehe Markus Fugger; 1529–1597), Augsburger Freiherr
- Marx Günzer (1579–1628), Augsburger Orgelbauer
- Marx Anton Hannas († 1676), Augsburger Holzschneider, Stecher, Briefmaler und Verleger
- Marx Johannes Friedrich Lucht (1804–1891), deutscher Altphilologe, Geheimer Regierungsrat und Direktor des Christianeums in Altona
- Marx Hayum Seligsberg (1799–1877), deutscher Rabbiner und Autor moralisch-religiöser Schriften
- Marx Heberer (siehe Marcus Heberer; 1592–1665), Stadtschreiber und Stadtsyndicus in Schweinfurt
- Marx Kallmann (1795–1865), Rabbiner in Württemberg
- Marx Christoph Koch (siehe Markus Christoph Koch von Gailenbach; 1699–1768), Kaiserlicher Rat und Reichsvogt zu Augsburg
- Marx Michael Kohn (1826–1888), deutscher Rabbiner in Kleinerdlingen
- Marx Löwenstein (1824–1889), deutsch-amerikanischer Millionär
- Marx Maier (1875–1932), Hauptschullehrer und Synagogenkantor in Baden
- Marx von Marxberg (siehe Wilhelm Marx von Marxberg; 1815–1897), österreichischer Jurist und Wiener Polizeipräsident
- Marx Meyer († 1536), Ankerschmied aus Hamburg, der Lübeckern als Feldherr diente
- Marx Model († 1709), deutsch-jüdischer Hoffaktor in der Markgrafschaft Ansbach
- Marx Möller (1868–1921), deutscher Schriftsteller
- Marx Nathan (siehe Mardochai Schloß; 1672–1747/48), Händler, Hoffaktor und Vorsteher der israelitischen Gemeinde in Stuttgart
- Marx Karl Ernst Ludwig Planck (siehe Max Planck; 1858–1947), deutscher Physiker
- Marx Reichlich (um 1460–1520), Südtiroler Maler
- Marx Röist (1454–1524), Zürcher Bürgermeister und der zweite Kommandant der Päpstlichen Schweizergarde
- Marx Rumpolt (tätig um 1581), Mundkoch des Mainzer Kurfürsten und Verfasser eines Kochbuchs für professionelle Köche
- Marx Schickhardt (1505–1555), württembergischer Kunstschreiner
- Marx Schinnagl (1612–1681), Münchner kurfürstlicher Hofbaumeister
- Marx Schlesinger († 1754), jüdischer Hoffaktor und Militärlieferant am Wiener Kaiserhof
- Marx Schokotnigg (1681–1731), österreichischer Barockbildhauer
- Marx Sittich von Ems (1466–1533), schwäbischer Landsknechtsführer
- Marx Sittich von Wolkenstein (1563–1619), erster Chronist Südtirols
- Marx Schwab (tätig um 1550), deutscher Silberschmied
- Marx von Söhnen (siehe Gustav Marx von Söhnen; 1882–1960), deutscher Maler
- Marx Treitzsaurwein (um 1450–1527), kaiserlicher Geheimschreiber
- Marx Vetsch (siehe Markus Vetsch; 1759–1813), Freiheitskämpfer aus dem Kanton St. Gallen
- Marx Weiß (vor 1518–1580), südwestdeutscher Maler
- Marx Anton Wittola (siehe Marcus Anton Wittola; 1736–1797), österreichischer Theologe und Pfarrer
- Marx Würsung (um 1460–1521), Augsburger Kaufmann, Apotheker, Buchhändler und Verleger

## Trivia
Der deutsche Physiker Max Planck (1858–1947) trug laut Geburtsurkunde den Vornamen Marx.